# Псковская епархия
Пско́вская епа́рхия — епархия Русской православной церкви, объединяющая приходы и монастыри в северной части Псковской области (в границах города Пскова, а также Гдовского, Дедовичского, Дновского, Островского, Палкинского, Печорского, Плюсского, Порховского, Псковского, Пыталовского и Струго-Красненского районов). С конца 2014 года входит в состав Псковской митрополии.

## История
Учреждена 26 января (4 февраля) 1589 года путём выделения из Новгородской епархии.
Собор 1682 года предполагал разделить Русскую церковь на 13 митрополий, 6 архиепископий и 49 епископий. Посему предложено быть во Пскове кафедре митрополита, и первым митрополитом был назначен Маркелл.
В 1940—1944 годах кафедра вдовствовала. С августа 1941 до начала 1944 года возрождённые приходы епархии управлялись Псковской православной миссией.
25 декабря 2014 года Священный синод принял решение, согласно которому из состава Псковской епархии, включённой в состав Псковской митрополии, была выделена Великолукская епархия.

## Титулы епархиальных архиереев
- с 26 января 1589 — Псковский и Изборский
- с 1616 — Псковский, Изборский и Нарвский
- с 13 января 1764 — Псковский и Рижский
- с 16 октября 1799 — Псковский, Лифляндский и Курляндский
- с 30 апреля 1833 — Псковский и Лифляндский
- с 11 марта 1850 — Псковский и Порховский
- Псковский и Великолуцкий
- Псковский и Торопецкий
- 1949—1990 — Псковский и Порховский
- 1990—2014 — Псковский и Великолукский
- с 25 декабря 2014 — Псковский и Порховский

## Архиереи
- апрель 1589 — 21 апреля 1592 — Мисаил
- 1592—1595 — Варлаам (Белковский) в/у, митрополит Новгородский
- 1595—1608 — Геннадий
- упоминается в октябре 1610 — Иосиф[3]
- 11 июля 1613 — 1 декабря 1615 — Сильвестр
- 1616—1623 — Иоаким
- 12 октября 1623 — 31 декабря 1626 — Павел
- 1 января 1627 — 6 февраля 1634 — Иоасаф
- 6 июля 1634 — 1649 — Левкий
- 4 ноября 1649 — 1664 — Макарий
- 12 марта 1665 — 6 сентября 1682 — Арсений
- 6 сентября 1682 — 8 сентября 1690 — Маркелл
- 1 февраля 1691 — 22 июня 1698 — Иларион (Смирнов)
- 18 сентября 1698/17 сентября 1699 — январь 1717 — Иосиф (Римский-Корсаков)
- 2 июня 1718 — 25 июня 1725 — Феофан (Прокопович)
- 25 июня — 15 августа 1725 — Феофилакт (Лопатинский)
- 15 августа 1725 — 13 апреля 1731 — Рафаил (Заборовский)
- 1731—1739 — Варлаам (Леницкий) / Лейницкий, Ильницкий, Сеницкий
- 17 января 1739 — 18 августа 1745 — Стефан (Калиновский)
- 18 августа 1745 — 22 февраля 1754 — Симон (Тодорский)
- 2 апреля 1758 — 15 сентября 1761 — Вениамин (Пуцек-Григорович)
- 7 октября 1761 — 22 июня 1763 — Гедеон (Криновский)
- 4 октября 1763 — 9 октября 1798 — Иннокентий (Нечаев)
- 17 октября 1798 — 30 августа 1814 — Ириней (Клементьевский)
- 30 августа 1814 — 2 февраля 1815 — Мефодий (Смирнов)
- 15 февраля 1815 — 7 февраля 1816 — Михаил (Десницкий) в/у, архиепископ Черниговский
- 7 февраля 1816 — 24 января 1822 — Евгений (Болховитинов)
- 19 февраля 1822 — 30 сентября 1825 — Евгений (Казанцев)
- 30 сентября 1825 — 10 мая 1834 — Мефодий (Пишнячевский) II
- 12 мая 1834 — 28 июля 1849 — Нафанаил (Павловский)
- 27 июня 1849 — 15 апреля 1856 — Платон (Городецкий) в/у, епископ Рижский
- 15 апреля 1856 — 29 июня 1862 — Евгений (Баженов)
- 27 сентября 1862 — 22 апреля 1869 — Феогност (Лебедев) I
- 7 июля 1869 — 22 января 1882 — Павел (Доброхотов)
- 6 марта 1882 — 16 февраля 1885 — Нафанаил (Соборов)
- 9 марта 1885 — 17 августа 1893 — Гермоген (Добронравин)
- 3 сентября 1893 — 2 марта 1902 — Антонин (Державин)
- 2—19 марта 1902 — Герман (Иванов) в/у, епископ Люблинский
- 19 марта 1902 — 5 декабря 1903 — Сергий (Ланин)
- 5 декабря 1903 — 5 ноября 1910 — Арсений (Стадницкий)
- 5 ноября 1910 — 17 апреля 1912 — Алексий (Молчанов)
- 1912 — Геннадий (Туберозов) в/у
- 17 апреля 1912 — август 1919 — Евсевий (Гроздов)
- 2 февраля 1920 — 18 мая 1923 — Геннадий (Туберозов)
- 3 сентября 1923 — 13 июля 1927 — Варлаам (Ряшенцев)
  - 24 января 1924 — 1927 в/у — Николай (Покровский)
- 16 сентября 1927 — 12 ноября 1935 — Феофан (Туляков)
- 12—30 ноября 1935 — Варлаам (Пикалов)
- 30 ноября 1935 — 11 августа 1936 — Феодор (Яковцевский)
- 1936—1940 — Николай (Ярушевич) в/у, архиепископ Петергофский
- 26 мая 1944 — 15 августа 1949 — Григорий (Чуков) c 1945 в/у, митрополит Ленинградский
- 15 августа 1949 — 20 октября 1949 — Иустин (Мальцев)
- 20 октября 1949 — 11 ноября 1954 — Григорий (Чуков) в/у
- 11 ноября 1954 — 12 мая 1987 — Иоанн (Разумов)
- 12 мая 1987 — 23 февраля 1993 — Владимир (Котляров)
- 23 февраля 1993 — 14 мая 2018 — Евсевий (Саввин)
- 14 мая 2018 — 11 октября 2023 — Тихон (Шевкунов)
- 11 октября 2023 — 25 июля 2024 года — Арсений (Перевалов)
- С 25 июля 2024 года — Матфей (Копылов)

## Викариатства
- Великолукское (ныне самостоятельная епархия)
- Гдовское (недейств.)
- Изборское (недейств.)
- Порховское (недейств.)
- Торопецкое (недейств.)
- Печерское (недейств.)

Упоминаемое в ряде публикаций «Белокопытское викариатство» возникло в результате безграмотного прочтения слова Великолукское.

## Благочиния
Епархия разделена на 9 церковных округов:
- Гдовское благочиние
- Островское благочиние
- Печорское благочиние
- Плюсское благочиние
- Порховское благочиние
- Псковское районное благочиние
- Псковское городское благочиние
- Пыталовское благочиние
- Монастырское благочиние

## Монастыри
Мужские
- Псково-Печерский монастырь в Печорах
- Иоанно-Богословский Крыпецкий монастырь в деревне Крипецкое Псковского района
- Спасо-Преображенский Мирожский монастырь в Пскове
- Никандрова Свято-Благовещенская пустынь в Порховском районе

Женские
- Свято-Троицкий Творожковский монастырь в деревне Творожково Струго-Красненского района
- Введенский монастырь в деревне Владимирец Островского района
- Рождества Богородицы Снетогорский монастырь в Пскове
- Спасо-Казанский Симанский монастырь в городе Остров
- Спасо-Елеазаровский монастырь в деревне Елизарово Псковского района

Недействующие
- Афанасьевский монастырь в Гдове (женский), закрыт в 1764 году